# SV Concordia Beuren
SV Concordia Beuren is een Duitse voetbalclub uit Beuren, Leinefelde-Worbis, Thüringen.

## Geschiedenis
De club werd opgericht als FC Konkordia Beuren en sloot zich aan bij de Midden-Duitse voetbalbond. In 1929 promoveerde de club naar de hoogste klasse van de Gauliga Eichsfeld. Na een rustig eerste seizoen werd de club in 1931 vicekampioen achter VfL 08 Duderstadt. 
In 1933 werd de competitie grondig geherstructureerd, de Midden-Duitse competities werden vervangen door de Gauliga Mitte en Gauliga Sachsen, maar uit Eichsfeld kwalificeerde zich hier geen enkel team voor. Hoewel de club derde was geëindigd plaatsten ze zich ook niet voor de tweede klasse en ze speelden verder in de Kreisklasse.
Hierna verdween de club in de anonimiteit van de lagere reeksen. 